# Alpheidae
Alpheidae (pistolräkor) är en familj som innefattar ca 70 släkten och 600 arter. Karaktäristiskt för pistolräkor är att deras ena klo är kraftigt förstorad och kan ge ifrån sig höga pistolskottsliknande ljud, därav namnet. De är ett av världens mest högljudda djur. Enligt Catalogue of Life ingår Alpheidae i överfamiljen Alpheoidea, ordningen tiofotade kräftdjur.

## Kännetecken
Räkor i familjen Alpheidae är små, hummerliknande kräftdjur som bara blir ungefär 3 till 5 centimeter långa. Beroende på art kan de variera i färg och storlek . Det viktigaste kännetecknet för dessa kräftdjur är att en av deras klor är mycket större än den andra. Klon kan bli större än halva djurets kroppsstorlek och med denna kan räkan åstadkomma ett högt ljud, vilket gör att man oftast hör räkan innan man ser den . Framdelen på Alpheidae är unik bland decapoderna på grund av att ryggskölden täcker ögonen hos många grupper inom familjen. De har också mycket små ögon, vilket bidrar till deras dåliga syn .

## Morfologi
Apheidae (Pistolräka) utmärks av att de har ett hårdare skal som omger kroppen. Kroppen (tagmata) är i huvudsak uppdelad i två delar: framdel (cephalothorax) vilket inkluderar huvudet och främre kroppsdelen innehållande de vitala organen, såsom hjärta, mage, hjärna, nervganglion, könsorgan. Förutom de inre organen så finns även yttre extremiteter såsom antenner, maxillipeder (3 par extremiteter främst till födointag), mandibler (ätorgan), mun och ögon. Och bakdelen (abdomen) som mest består av muskler med en tarmkanal som leder till anus längst ut på telson.
De har 10 ben, dvs 5 benpar som sitter på cephalothorax ventralsida, där det första benparet är modifierat till ett par klor (chelieped), i det här fallet oftast asymmetriska. På abdomens ventralsida finns 5 par mindre ben anpassade bl.a. för simning men även för förvaring av äggen. Längst ut på abdomen sitter sternum där telson fäster.

## Fysiologi
Pistolräkan, som namnet antyder, har fått namnet ifrån den höga smällen på upp till 218 dB  den kan skapa med sin klo. Högre än en pistol, är den en av de mest högljudda djuren i havet och kan till och med störa fartyg och ubåtar som utför sonarmätningar . Med sin ena specialiserade klo, stor som halva kroppen , kan den med en knäppande effekt skapa en kavitationsbubbla som sedan kollapsar och skickar iväg en tryckvåg. Det skapas en vattenstråle genom att den ena delen av klon har en hålighet där vatten ansamlas och trycks ut av en pistong på motstående sida när klon slår igen . Denna effekt skapas eftersom vattenstrålens hastighet är så hög vilket leder till att trycket i strålen minskar så drastiskt att det ligger under vattens ångtryck. I havsvatten finns mycket små luftbubblor, i vattenstrålen som räkan skapar påverkas dessa luftbubblor av den stora tryckminskningen, vilket resulterar i att de expanderar kraftigt. När trycket i vattenstrålen ökar som följd av att vattnet saktar ned så imploderar dessa bubblor och ljudeffekten skapas . Klon spänns upp och slås ihop på ungefär en millisekund . När bubblan imploderar bildas det värme på mer än 5000 K (nästan lika varmt som solens yta) vilket ljuset bubblan emitterar indikerar . Apheidae är det enda djuret man vet som kan skapa ljus på detta sätt. Knäppandet användas både för att paralysera byten och för att kommunicera.
Pistolräkan har även förmågan att regenerera en förlorad klo. Om den stora klon, som används för jakt och försvar, förloras, börjar genast den andra, mindre klon att växa istället. Den ersätter den förlorade klon i funktion och i den förlorade klons ställe växer en mindre klo ut. Skulle den nya, stora klon sedan förloras upprepas processen. Detta betecknas som bilateral symmetri.
Om en klo växer eller inte verkar bero på att den stora klon har en inhiberande effekt på den mindre klon. Den inhiberande effekten verkar vara kopplad till nerven i klon, om den stora klon skadas utan att nerven separeras så växer inte den mindre. Om däremot båda klorna med nerver separeras samtidigt finns det inget som inhiberar endera klo, och som resultat kan det ske att en räka har två stora klor .

## Levnadssätt
Alpheidae är marina, bottenlevande kräftdjur som lever ett undangömt liv i egenkonstruerade hålor under bland annat stenar och sjögräsängar, men även i olika svampar eller korallrev. Födan varierar mellan arterna men består av allt ifrån småfisk och andra kräftdjur till zooplankton och alger. Alpheidae upprättar ofta symbiosa förhållanden med bland annat smörbultar (Gobiidae) som är abborartade benfiskar. Förhållandet går ut på att Smörbulten agerar utkik medan pistolräkan konstruerar sitt gömställe, detta eftersom pistolräkan har extremt dålig syn och på detta sätt snabbt blir varnad vid eventuella rovfiskar. Genom konstant kontakt mellan pistolräkans antenner och smörbultens bakdel kan räkan snabbt uppfatta en fara genom att fisken slår med sin stjärt. I utbyte får smörbulten skydd och boplats i hålan tillsammans med räkan och får även lägga sin ägg i en speciell kammare konstruerad enbart för detta ändamål. Dokumentation av samboskap mellan minst ett par pistolräkor och ett par smörbultar i samma håla har uppmärksammats, hålan i sig kan vara upp till 50 cm djupt och är under ständig konstruktion i den för evigt skiftande sanden. 
Andra former av symbios som kan förekomma är kolonisering av svampar, vilket innebär att räkorna lever i stora antal inuti svampen och på så sätt skyddar den mot yttre predatorer. I uppmärksammade fall har då populationen bestått av en enda reproducerande hona, en drottning, och ett stort antal av reproducerande hanar. Dessa kolonier kan totalt innehålla upp till 350 individer.
Alpheidae förekommer som både gonochoristiska, med skilda kön, samt hermafroditer som är tvåkönade. Dessa verkar ofta finnas i monogamiska parförhållanden där honan och hanen håller ihop hela livet ut och har även uppmärksammats med att para ihop sig tidigt som hanar, där den mindre individen senare uttrycker sitt kön som hona vid könsmognad.

## Utbredning
Huvudsakligen lever Alpheider i rev som ligger i tropiska klimat runt ekvatorn. Generellt befinner sig de flesta i östra Stilla havet, Kina-Japan, Australien och öster om Afrika. De flesta arterna befinner sig mellan 0 och 100 meter djup. Några når runt 500 m djup. Big clawed snapping shrimp är unika eftersom de lever huvudsakligen i västra Atlanten till skillnad från de flesta andra Alpheider. I Sverige finns bara en art representerad, Athanas nitescens (Hummerräka). :

## Klassifikation
Alpheide är en familj räkor (Caridea) som utmärks av asymmetriskt stora chela (klor) och att deras ögon är helt eller delvis täckta av utskott från ryggskalet (Carapaxen). Alla räkor är Decapoder, dvs tiofotade kräftdjur, vilket är en ordning inom understammen Crustacea (kräftdjur).:
- Rike: Animalia (djur)

- Stam: Arthropoda (leddjur)

- Understam: Crustacea (kräftdjur)

- Klass: Malacostraca (storkräftor)

- Underklass: Eumalacostraca

- Överordning: Eucarida

- Ordning: Decapoda (tiofotade kräftdjur)

- Underordning: Pleocyemata

- Infraordning: Caridea (äkta räkor)

- Överfamilj: Alpheoidea

- Familj: Alpheidae

Kladogram enligt Catalogue of Life och Dyntaxa
:
| Alpheidae | \| \| Alpheopsis \| \| \| \| \| \| Alpheus \| \| \| \| \| \| Athanas \| \| \| \| \| \| Automate \| \| \| \| \| \| Betaeopsis \| \| \| \| \| \| Betaeus \| \| \| \| \| \| Fenneralpheus \| \| \| \| \| \| Leptalpheus \| \| \| \| \| \| Metabetaeus \| \| \| \| \| \| Metalpheus \| \| \| \| \| \| Nennalpheus \| \| \| \| \| \| Parabetaeus \| \| \| \| \| \| Salmoneus \| \| \| \| \| \| Salomeus \| \| \| \| \| \| Synalpheus \| \| \| \| \| \| Thunor \| \| \| \| |
|           | \| \| Alpheopsis \| \| \| \| \| \| Alpheus \| \| \| \| \| \| Athanas \| \| \| \| \| \| Automate \| \| \| \| \| \| Betaeopsis \| \| \| \| \| \| Betaeus \| \| \| \| \| \| Fenneralpheus \| \| \| \| \| \| Leptalpheus \| \| \| \| \| \| Metabetaeus \| \| \| \| \| \| Metalpheus \| \| \| \| \| \| Nennalpheus \| \| \| \| \| \| Parabetaeus \| \| \| \| \| \| Salmoneus \| \| \| \| \| \| Salomeus \| \| \| \| \| \| Synalpheus \| \| \| \| \| \| Thunor \| \| \| \| |
|           | Hippolytidae |
|           | |
|           | Ogyrididae |
|           | |
|           | Alpheopsis |
|           | |
|           | Alpheus |
|           | |
|           | Athanas |
|           | |
|           | Automate |
|           | |
|           | Betaeopsis |
|           | |
|           | Betaeus |
|           | |
|           | Fenneralpheus |
|           | |
|           | Leptalpheus |
|           | |
|           | Metabetaeus |
|           | |
|           | Metalpheus |
|           | |
|           | Nennalpheus |
|           | |
|           | Parabetaeus |
|           | |
|           | Salmoneus |
|           | |
|           | Salomeus |
|           | |
|           | Synalpheus |
|           | |
|           | Thunor |
|           | |

|  | Alpheopsis    |
|  |               |
|  | Alpheus       |
|  |               |
|  | Athanas       |
|  |               |
|  | Automate      |
|  |               |
|  | Betaeopsis    |
|  |               |
|  | Betaeus       |
|  |               |
|  | Fenneralpheus |
|  |               |
|  | Leptalpheus   |
|  |               |
|  | Metabetaeus   |
|  |               |
|  | Metalpheus    |
|  |               |
|  | Nennalpheus   |
|  |               |
|  | Parabetaeus   |
|  |               |
|  | Salmoneus     |
|  |               |
|  | Salomeus      |
|  |               |
|  | Synalpheus    |
|  |               |
|  | Thunor        |
|  |               |

## Bildgalleri

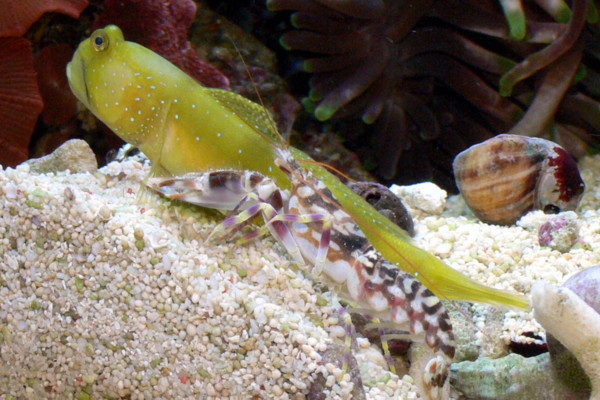
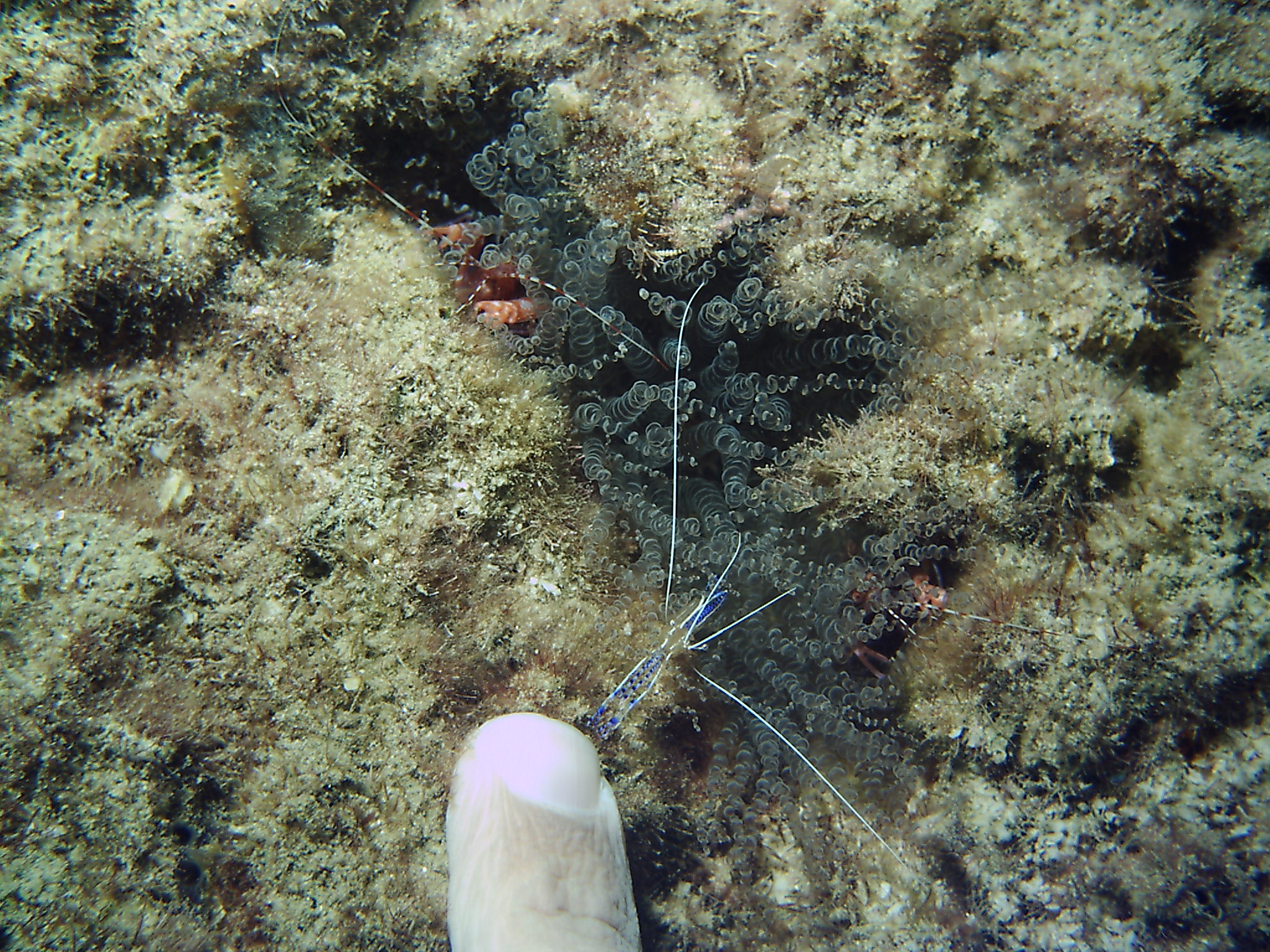
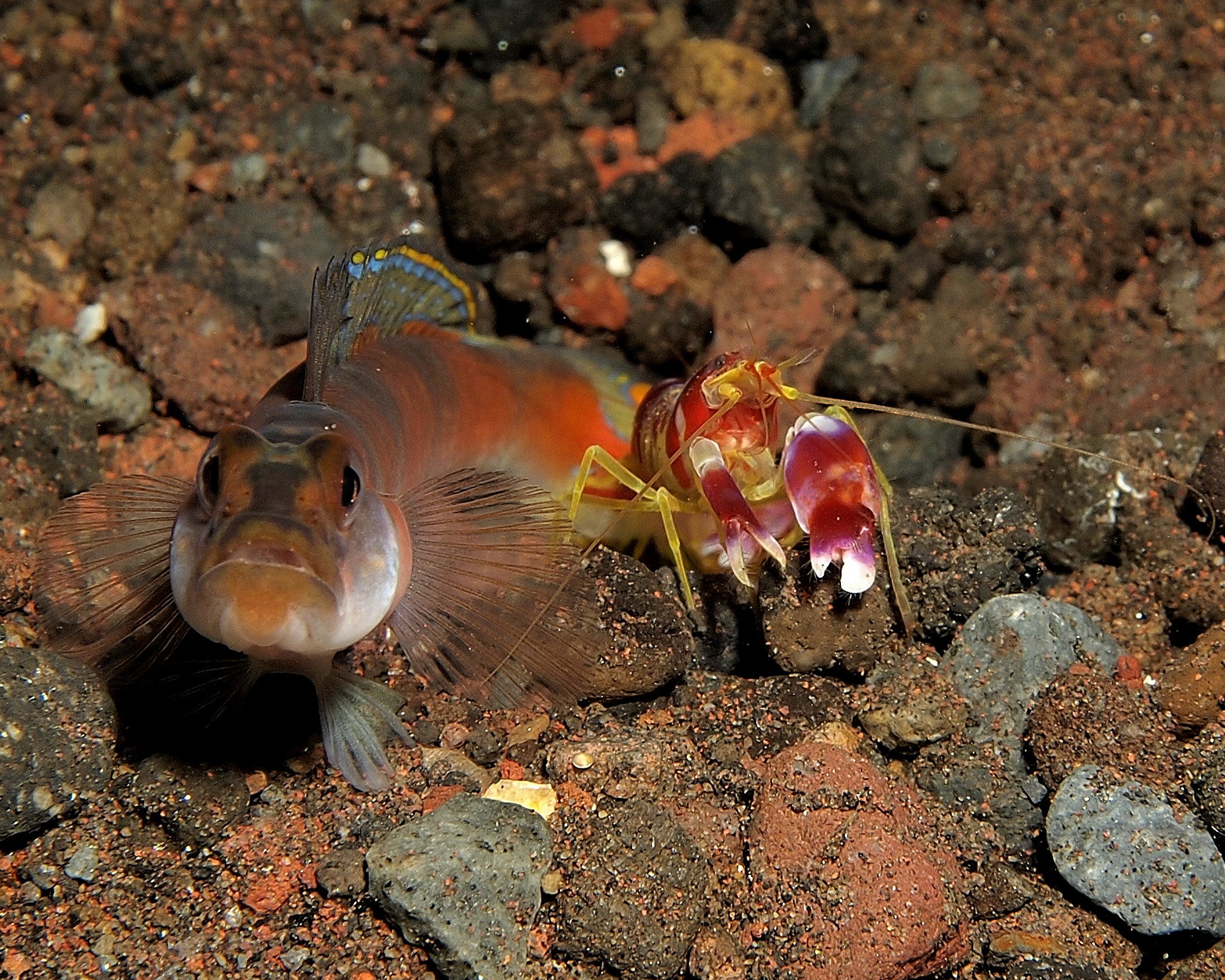
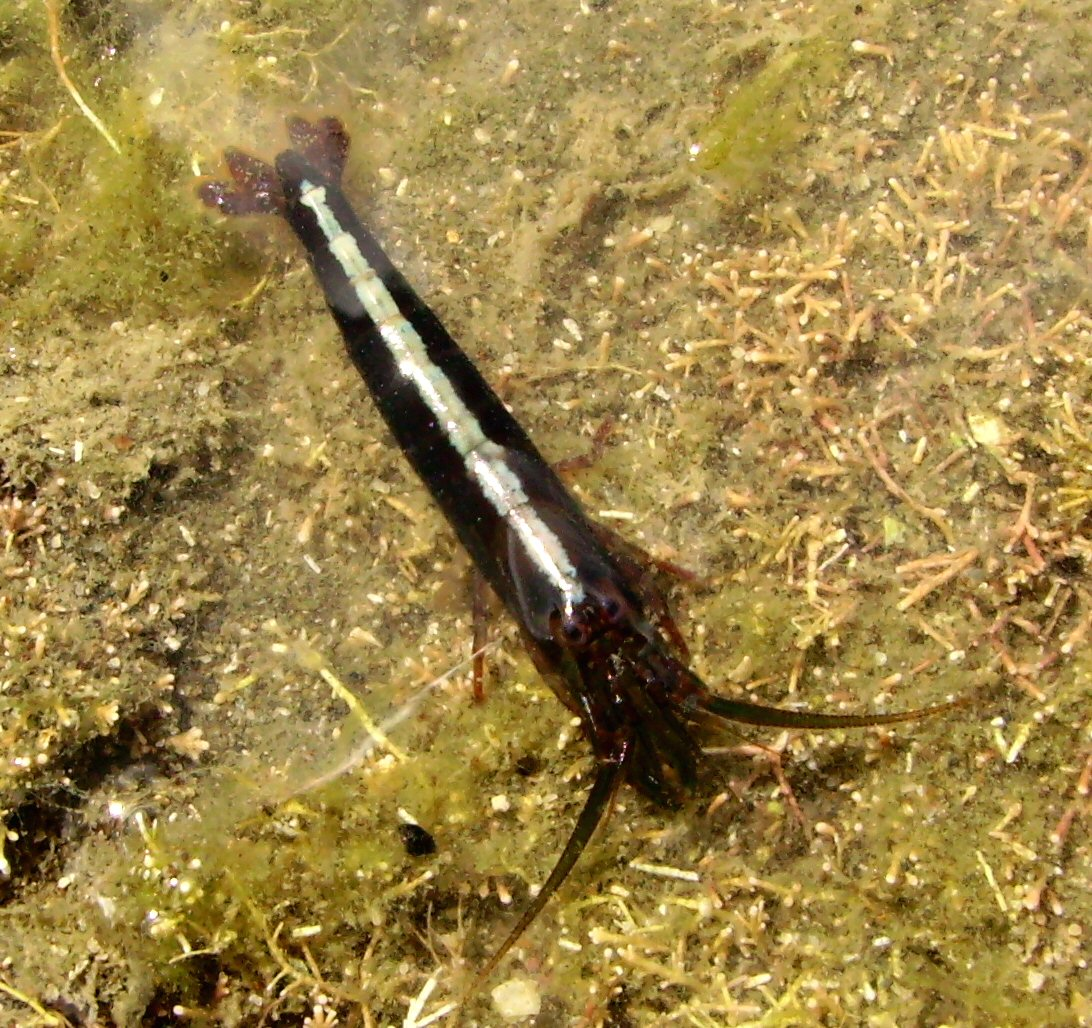
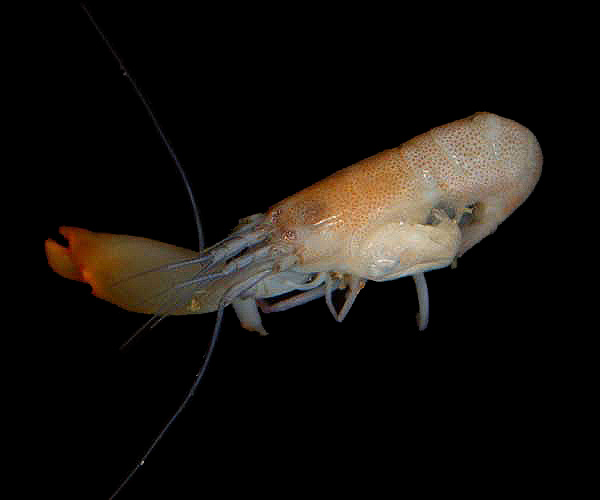